# История Норвегии (рукопись)
«Исто́рия Норве́гии» (лат. Historia Norwegiæ) — краткая история Норвегии, написанная по-латыни неизвестным монахом в XII веке. Единственная известная дошедшая до нас рукопись принадлежит графам Далхаузи и хранится в замке Брикин в одноименном городе в Шотландии. Эта рукопись неполна. Когда-то считалось, что она была создана в XV веке; в настоящее время её относят к 1500—1510 годам. Текст рукописи много старше, так как ссылается на извержение вулкана и землетрясение, происшедшие в 1211 году, как на современные.
Historia Norwegiæ содержит:
- I. Короткое описание географии Норвегии и её владений, затем краткая история Норвегии
- II. Генеалогия графов Оркнейских островов
- III. Список норвежских королей

В частности, текст содержит независимое от «Круга Земного» Снорри Стурлусона изложение сюжета «Саги об Инглингах». Кроме того он содержит важные этнографические детали, например, описание церемоний шаманских обрядов у саамов. Для многих описанных фактов «Historia Norwegiæ» является древнейшим письменным источником.
Это одна из трёх синоптических историй Норвегии, наряду с Ágrip af Nóregskonungasögum и Historia de Antiquitate Regum Norwagiensium Теодориха, написанными в XII веке. Возможно, что она появилась в Восточной Норвегии.
Рукопись была опубликована Петером Андреасом Мунком в 1850 году. Стандартное издание Густава Сторма вышло в 1880 году. Книга была переведена на английский лишь в 2001 году.